# Singapurische Badmintonmeisterschaft 2024/25
Die Singapurische Badmintonmeisterschaft 2024/25 fand vom 11.  bis zum 17. Januar 2025 statt.

## Medaillengewinner
| Disziplin    | Gold                             | Silber                                | Bronze                                   |
| ------------ | -------------------------------- | ------------------------------------- | ---------------------------------------- |
| Herreneinzel | Vega Vio Nirwanda                | Yap Zhe Ming                          | Marcus Phil Lau Jun Hui                  |
| Herreneinzel | Vega Vio Nirwanda                | Yap Zhe Ming                          | Remus Ng                                 |
| Dameneinzel  | Joelle Chee Jie Ya               | Grace Chua                            | Chia Xin Ying                            |
| Dameneinzel  | Joelle Chee Jie Ya               | Grace Chua                            | Xing Aiying                              |
| Herrendoppel | Loh Kean Hean Howin Wong Jia Hao | Wesley Koh Kubo Junsuke               | Donovan Willard Wee Kriston Choo Jun Hao |
| Herrendoppel | Loh Kean Hean Howin Wong Jia Hao | Wesley Koh Kubo Junsuke               | Nge Joo Jin Nicholas Kat                 |
| Damendoppel  | Ong Ren Ne Thng Ting Ting        | Joelle Chee Jie Ya Sng Ying Shuen     | Elsa Lai Yi Ting Heng Xiao En            |
| Damendoppel  | Ong Ren Ne Thng Ting Ting        | Joelle Chee Jie Ya Sng Ying Shuen     | Shinta Mulia Sari Crystal Wong Jia Ying  |
| Mixed        | Nge Joo Jin Heng Xiao En         | Kriston Choo Jun Hao Elsa Lai Yi Ting | Tan Wei Da May Yoon San                  |
| Mixed        | Nge Joo Jin Heng Xiao En         | Kriston Choo Jun Hao Elsa Lai Yi Ting | Donovan Willard Wee Li Zhengyan          |